# Pachylembia unicincta
Pachylembia unicincta is een insectensoort uit de familie Archembiidae, die tot de orde webspinners (Embioptera) behoort. De soort komt voor in Mexico (Jalisco).
Pachylembia unicincta is voor het eerst wetenschappelijk beschreven door Ross in 1984.